# Código de Ur-Namu
O Código de Ur-Namu era um código de leis mais antigo exercida por Ur-Namu (r. 2112–2095 a.C.), fundador de Ur. Ele é escrito em tabuletas na língua suméria e provavelmente tenha durado de 2 100 até 2 050 a.C.. O código foi produzido na Antiga Mesopotâmia. Alguns estudiosos acreditam que o código possa ser atribuído ao filho de Ur-Namu, Sulgi.

## Conteúdo

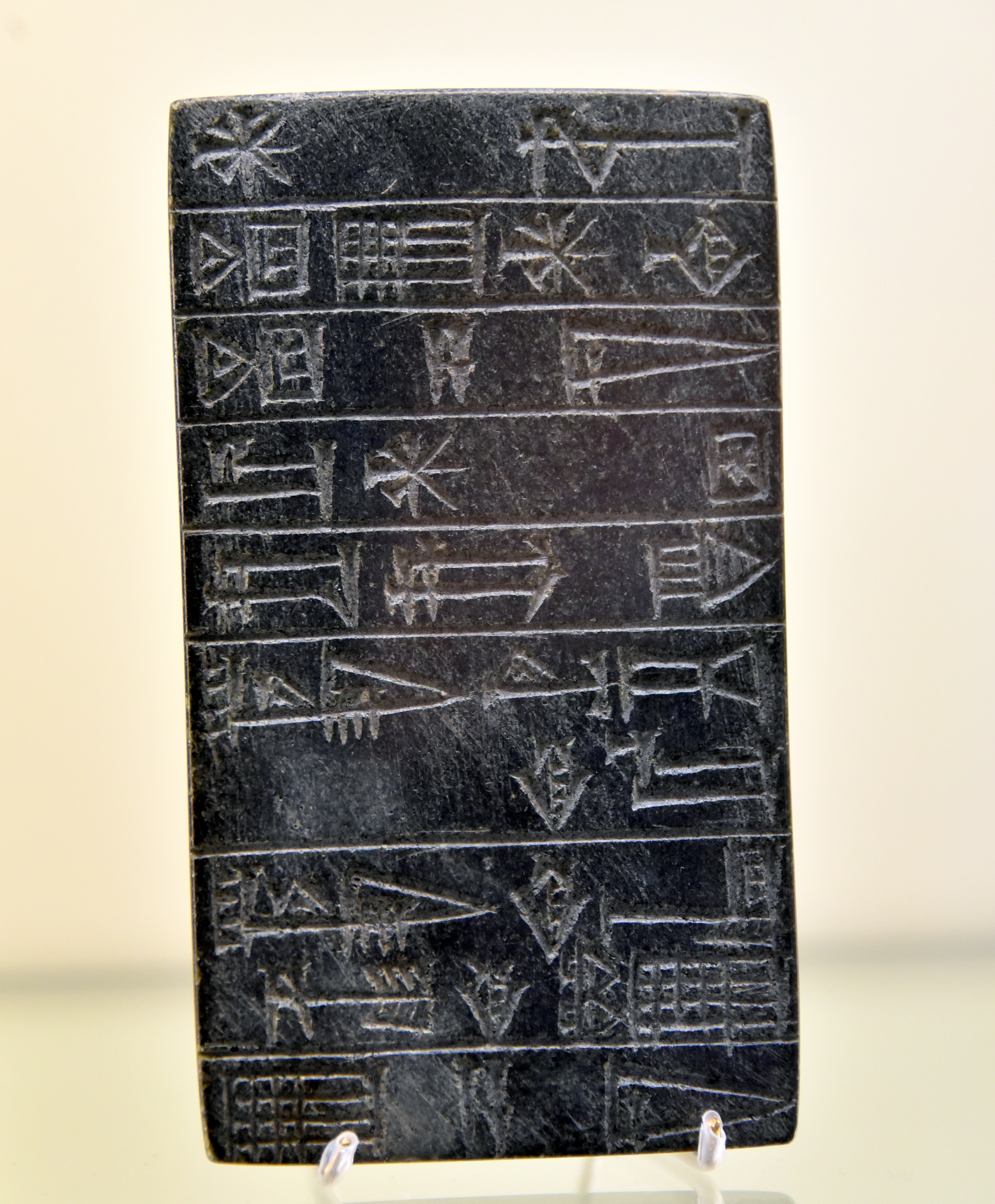
Tabuleta de pedra de Ur-Namu, criador do Código de Ur-Namu, descrevendo a dedicação do rei de Ur ao Templo de Inana em Uruque.

O código de Ur-Namu não era apenas um conjunto de leis que pode regular todas as atividades dos homens, mas sim um conjunto sentencial com objetivo de regular casos excepcionais. Ele cita crimes como o adultério, fuga de escravos e falso testemunho, que pode levar a uma multa maior.
Em relação às mulheres, semelhante ao código de Hamurabi, o código expõe dúvidas a fidelidade de uma, e a elas eram sanadas atirando-a, amarrada, ao rio, e se acaso ela fosse sobreviver, seria julgada como inocente, do contrário, seria culpada.
Além disso, o código de Ur-Namu estabeleceu uma tradição jurídica duradoura que aplica princípios uniformes de justiça a uma ampla gama de instituições sociais, desde a padronização de pesos e medidas para a proteção de viúvas e órfãos.

### Leis sobreviventes
Entre as leis sobreviventes estão estas:
- 1. Se um homem comete um assassinato, esse homem deve ser morto.
- 2. Se um homem cometer um roubo, ele será morto.
- 3. Se um homem cometer um sequestro, ele deve ser preso e pagar 15 siclos de prata.
- 4. Se um escravo se casa com um escravo e esse escravo é libertado, ele não sai de casa.[nota 1]
- 5. Se um escravo se casar com um nativo (isto é, livre), ele deve entregar o filho primogênito ao seu dono.
- 6. Se um homem violar o direito de outro e deflorar a esposa virgem de um jovem, eles devem matar esse homem.
- 7. Se a esposa de um homem seguisse outro homem e ele dormisse com ela, eles matariam aquela mulher, mas aquele homem seria libertado. (§4 em algumas traduções)
- 8. Se um homem procedeu à força e deflorou a escrava virgem de outro homem, esse homem deve pagar cinco siclos de prata.
- 9. Se um homem se divorciar de sua esposa pela primeira vez, ele deverá pagar (a ela) uma mina de prata.
- 10. Se for uma (ex) viúva da qual ele se divorcia, ele deverá pagar (a ela) meia mina de prata.
- 11. Se o homem dormiu com a viúva sem contrato de casamento, não precisa pagar prata.
- 13. Se um homem é acusado de [Tradução da palavra disputada. Alguns interpretam como Feitiçaria ...], ele deve passar pela provação pela água; se ele for provado inocente, seu acusador deve pagar 3 siclos.
- 14. Se um homem acusou a esposa de um homem de adultério, e a provação do rio provou que ela era inocente, então o homem que a acusou deve pagar um terço de uma mina de prata.
- 15. Se um futuro genro entrar na casa de seu futuro sogro, mas seu sogro posteriormente der sua filha a outro homem, o sogro deverá retornar ao genro rejeitado o dobro da quantidade de presentes de noiva que ele trouxera.
- 16. Se [texto destruído ...], ele pesará e entregará a ele 2 siclos de prata.
- 17. Se um escravo escapar dos limites da cidade e alguém o devolver, o dono deve pagar dois siclos a quem o devolveu.
- 18. Se um homem bater no olho de outro homem, ele pesará ½ mina de prata.
- 19. Se um homem cortou o pé de outro, ele deve pagar dez siclos.
- 20. Se um homem, no decorrer de uma briga, esmagou o membro de outro homem com uma clava, ele deverá pagar uma mina de prata.
- 21. Se alguém cortou o nariz de outro homem com uma faca de cobre, ele deve pagar dois terços de uma mina de prata.
- 22. Se um homem arrancar um dente de outro homem, ele deverá pagar dois siclos de prata.
- 24. [texto destruído ...] Se ele não tiver um escravo, ele deve pagar 10 siclos de prata. Se ele não tem prata, ele deve dar outra coisa que pertence a ele.[nota 2]
- 25. Se a escrava de um homem, comparando-se com sua senhora, fala insolentemente com ela, sua boca deve ser limpa com 1 litro de sal.
- 26. Se uma escrava agride alguém agindo com a autoridade de sua senhora, [texto destruído ...]
- 28. Se um homem compareceu como testemunha e foi demonstrado que era perjuro , ele deve pagar quinze siclos de prata.
- 29. Se um homem comparecer como testemunha, mas desistir do juramento , deve efetuar o pagamento, na proporção do valor do litígio da causa.
- 30. Se um homem cultiva furtivamente o campo de outro homem e faz uma reclamação, ela deve ser rejeitada e esse homem perderá suas despesas.
- 31. Se um homem inundar o campo de outro homem com água, ele medirá três cur de cevada por icu de campo.
- 32. Se um homem tivesse deixado um campo arável para um (outro) homem para cultivo, mas ele não o cultivou, transformando-o em terreno baldio, ele medirá três cur de cevada por icu de campo.